# Ефіопські гірські луки та рідколісся
Ефіопські гірські луки та рідколісся (ідентифікатор WWF: AT1007) — афротропічний екорегіон гірських луків та чагарників, розташований на Ефіопському нагір'ї у Північно-Східній Африці.

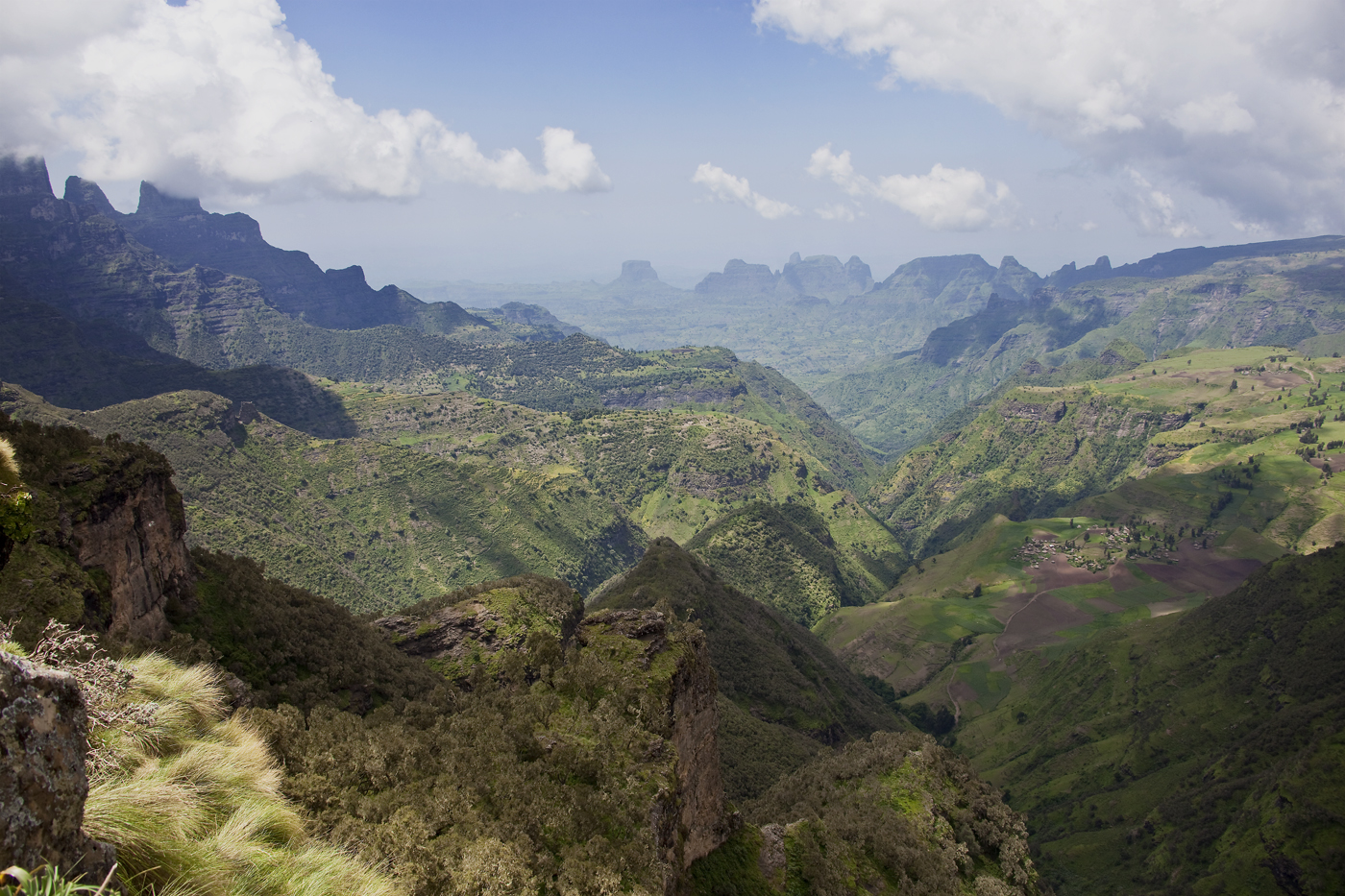
Ландшафт гір Симєн

## Географія
Екорегіон ефіопських гірських луків та рідколісь охоплює середні висоти та високогір'я Ефіопського нагір'я, яке переважно розташоване в Ефіопії і простягається до Еритреї та Судану. Висота регіону переважно становить від 1800 до 3000 м над рівнем моря. На найвищих вершинах Ефіопського нагір'я поширені ефіопські гірські вересові пустища, а на більш низьких висотах екорегіон переходить у ефіопські гірські ліси.
Ефіопське нагір'я сформувалося 55 мільйонів років тому, а близько 13 мільйонів років тому, коли утворився Східно-Африканський рифт, воно було розділене на дві частини. Північно-західна частина Ефіопського нагір'я, або Абіссинський масив, включає гори Симєн та Еритрейське нагір'я, а південно-східна частина, або Харарський масив, — гори Бале. Регіон є сейсмічно активним, а період активного вулканізму в ньому завершився 4-5 мільйонів років тому.
Завдяки родючим вулканічним ґрунтам екорегіон відзначається дуже високою густотою населення, яка становить від 100 до 400 осіб/км². Тут розташована столиця Ефіопії Аддис-Абеба та столиця Еритреї Асмера.

## Клімат
На більшій частині екорегіону переважає гірський субтропічний клімат (Cwb за класифікацією кліматів Кеппена), на який здійснює значний вплив рух міжтропічної зони конвергенції (МЗК). Коли МЗК у період з травня по жовтень рухається на північ, до Ефіопського нагір'я надходять теплі, вологі повітряні маси з Індійського океану, і на південних схилах гір випадають дощі. Протягом решти року МЗК лежить на південь від Ефіопського нагір'я, а волога в регіон надходить з Червоного моря разом з північно-східними вітрами. Ці вітри приносять менше вологи, ніж вітри з Індійського океану, і більшість опадів в цей час випадає на північних схилах гір. Загалом, найбільша середньорічна кількість опадів (до 2500 мм) спостерігається на південно-західних схилах Ефіопського нагір'я, тоді як на більшій частині екорегіону вона становить близько 1600 мм. Середня температура у високогір'ях регіону коливається від 15 °C до 20 °C.

## Флора
Природний рослинний покрив екорегіону, відомий як дега або вейна-дега, представлений мозаїкою луків, чагарників, хащів та рідколісь, які переважають у менш вологих частинах регіону, та більш густими лісами, які зустрічаються у районах, де випадає більша кількість опадів, переважно на південному заході Ефіопського нагір'я та у високогір'ях. Структура та склад цих лісів змінюється залежно від місцевості та висоти над рівнем моря. 
На висоті від 2000 до 2500 м над рівнем моря на півдні регіону поширені хмарні ліси. Основу лісів, що ростуть у більш сухих місцевостях, особливо на стрімких схилах, складають хвойні звичайні афрокарпуси (Afrocarpus falcatus) та африканські яловці (Juniperus procera) у поєднанні з широколистяними абіссинськими хагеніями (Hagenia abyssinica). В горах Симєн на півночі екорегіону, на висоті від 2300 до 2700 м над рівнем моря, ростуть вічнозелені широколистяні гірські ліси, в яких переважають гвінейські сизигіуми (Syzygium guineense subsp. afromontanum), африканські яловці (Juniperus procera) та африканські маслини (Olea europaea subsp. cuspidata).
На більш вологих південних нагір'ях поширені густі вологі вічнозелені ліси, найбільшим з яких є ліс Харенна в горах Бале. На висоті від 1900 до 2300 м над рівнем моря ростуть нижні гірські ліси, на висоті від 2300 до 2800 м над рівнем моря — середньогірські ліси, а на висоті від 2800 до 3250 м над рівнем моря — високогірні ліси, у яких переважають абіссинські хагенії (Hagenia abyssinica), та бамбукові зарості, в яких переважає африканський альпійський бамбук (Oldeania alpina). 
Первинний рослинний покрив екорегіону протягом багатьох сотень років був знищений або значно деградував внаслідок пожеж, перевипасу худоби, заготівлі дрів і деревини та перетворення на сільськогосподарські угіддя. Значна частина лісів та рідколісь була замінена на луки та чагарникові зарості.
Загалом флора екорегіону переважно представлена афромонтанськими видами, у поєднанні з деякими видами палеарктичного походження, які потрапили в регіон в часи останнього льодовикового періоду. В ті часи рослинний покрив екорегіону був представлений тундрою, а у високогір'ях Ефіопського нагір'я лежали льодовики. Флора екорегіону є відносно бідною, порівняно з іншими регіонами Афромонтанського архіпелагу, що відображає його молоду, поствулканічну та постльодовикову природу. Водночас географічна ізоляція та унікальні кліматичні умови сприяють великому рівню ендемізму місцевої флори. Більшість ендеміків регіону росте у відкритих природних середовищах.

## Фауна
Серед поширених в екорегіоні ссавців слід відзначити великого куду (Tragelaphus strepsiceros), антилопу-стрибуна (Oreotragus oreotragus), південного бушбока (Tragelaphus sylvaticus), орібі (Ourebia ourebi), звичайну редунку (Redunca redunca), звичайного дуїкера (Sylvicapra grimmia), дуїкера Харві (Cephalophus harveyi), великого лісового кабана (Hylochoerus meinertzhageni), африканського бородавочника (Phacochoerus africanus), чагарникову свиню (Potamochoerus larvatus), гривету (Chlorocebus aethiops), блакитну мартишку (Cercopithecus mitis), східну герезу (Colobus guereza), верветку (Chlorocebus pygerythrus), павіана-анубіса (Papio anubis), гамадрила (Papio hamadryas), капського дамана (Procavia capensis), плямистого дамана та майже ендемічного ефіопського зайця (Lepus fagani). Серед хижих ссавців, що зустрічаються в регіоні, слід відзначити лева (Panthera leo), африканського леопарда (Panthera pardus pardus), звичайного каракала (Caracal caracal), сервала (Leptailurus serval), смугастого шакала (Lupulella adusta), чепрачного шакала (Lupulella mesomelas) та плямисту гієну (Crocuta crocuta).
Майже ендемічними представниками екорегіону, які також зустрічаються у високогірних пустищах Ефіопії, є гелади (Theropithecus gelada), гірські ньяли (Tragelaphus buxtoni) та ефіопські козли (Capra walie). В лісах гір Бале та нагір'я Сідамо мешкають ендемічні мавпи джам-джам (Chlorocebus djamdjamensis). Основою їх раціону є листя африканського альпійського бамбука. Серед інших ендеміків регіону слід відзначити рифтову білозубку (Crocidura phaeura) та хареннську білозубку (Crocidura harenna).
Серед майже ендемічних птахів, поширених в регіоні, слід відзначити рябокрилого ібіса (Bostrychia carunculata), чорноголову чайку (Vanellus melanocephalus), ефіопського пастушка (Rougetius rougetii), чорнокрилого нерозлучника (Agapornis taranta), іржастобоку кам'янку (Oenanthe frenata), білоспинну синицю (Melaniparus leuconotus). ефіопського дрозда (Turdus simensis) та ефіопського щедрика (Serinus nigriceps), які також зустрічаються на високогірних пустищах. Ендеміками екорегіону є ефіопські каргарки (Cyanochen cyanoptera), еритрейські щедрики (Crithagra xanthopygia), ефіопські пікулики (Macronyx flavicollis), білогорлі камінчаки (Monticola semirufus), еритрейські смолярики (Myrmecocichla melaena), сірі мельби (Pytilia lineata), східні таміки (Cisticola lugubris) та ефіопські тимелії (Sylvia galinieri). Крім того, ендеміками екорегіону є близько 10 видів амфібій, зокрема лісові жаби Ялдена (Leptopelis yaldeni).

## Збереження
Оцінка 2017 року показала, що 19 443 км², або 9 % екорегіону, є заповідними територіями. Природоохоронні території включають: Національний парк гір Арсі, Національний парк гір Бале, Національний парк Борана, Національний парк Чебера-Чурчура, Національний парк Мазе та Національний парк гір Симєн в Ефіопії, а також Природний заповідник Йоб в Еритреї. У 1978 році Національний парк гір Симєн була внесена до списку Світової спадщини ЮНЕСКО, а у 2023 році туди ж був внесений і Національний парк гір Бале.